# Sam Wang
Sam Wang Shao Wei (cinese tradizionale: 王紹偉; cinese semplificato: 王绍伟; pinyin: Wáng Shào Wĕi; Taiwan, 18 dicembre 1976) è un attore, cantante e modello taiwanese.
È membro dei due gruppi taiwanesi 5566 e 183 Club. Ha anche giocato nella nazionale di calcio taiwanese.

## Biografia
Sam Wang Shao Wei ha iniziato a giocare a calcio quando frequentava il terzo anno di scuola elementare, e ha continuato a giocarvi per 13 anni. 
Il 26 giugno 2002, Shao Wei è diventato allenatore di una squadra di calcio di una comunità di recupero. 
La sua compagnia manageriale, la Jungiery, l'ha aiutato ad equilibrare i suoi impegni calcistici e nel mondo dello spettacolo.
Nel 2004, Shao Wei ha pubblicato un libro intitolato 明星入門100招 (100 modi per diventare una star).
A dicembre del 2007, Wang Shao Wei è andato a Singapore per promuovere un album dei 5566, Bravo.
A marzo 2008 egli ha cambiato il nome da 王绍偉 a 王少偉, che tuttavia si legge allo stesso modo.
Il 16 dicembre 2008, alle 15.00, Shao Wei ha inaugurato la sua prima pasticceria, che ha chiamato Uncle Sam. Oltre a vendere pane e dolci, vende anche gadget come magliette e peluche disegnati da lui.
Nel 2009 egli ha inaugurato il suo secondo negozio, Uncle Sam's Junior, una filiale del bar pasticceria Uncle Sam.

## Serie televisive
| Anno | Titolo                                    | Ruolo                         |
| 2009 | 魔女18號 / Magic 18                       | Zhu Yao Wu / 朱耀武           |
| 2009 | 美味赌王                                  |                               |
| 2008 | 欢喜来逗阵 / Your Home is My Home         | Shi Mai Ke / 石麦克 / Michael |
| 2007 | 惡女阿楚 / Mean Girl Ah Chu               | Ling Ping Zhi / 凌平之        |
| 2006 | 剪刀石頭布 / A Game About Love            | Wei Qi Xiang / 韋祺祥         |
| 2006 | 愛情魔髮師 / The Magicians of Love        | Lin Er Qi / 林爾奇/ Richie    |
| 2005 | 王子變青蛙 / Prince Who Turns Into A Frog | Xu Zi Qian / 徐子騫           |
| 2005 | 格鬥天王 / Mr Fighting                    | (ospite)                      |
| 2004 | 愛上千金美眉 / In Love With A Rich Girl   | (ospite)                      |
| 2004 | 紫禁之巅 / Top on the Forbidden City      | Fire                          |
| 2003 | 千金百分百 / 100% Senorita                | (ospite)                      |
| 2003 | 西街少年 / Westside Story                 | Gu Tian Le / 辜天樂           |
| 2002 | MVP 情人 / My MVP Valentine               | Shao Wei / 紹偉               |
| 1998 | 曾經 / Ceng Jing                          | Yuen Ming Gan / 袁明剛        |